# 紅普列斯尼亞站
紅普列斯尼亞站（羅馬化：Krasnopresnenskaya）是莫斯科地鐵的一個車站，位於莫斯科中央區。紅普列斯尼亞站是環狀線的車站，車站的浮雕是以1905年俄國革命和1917年俄國革命為主題。車站內曾有史達林和列寧的雕像，但在1960年代被拆除。

## 外部連結
- Коды станций московского метро （页面存档备份，存于）
- Московское метро — проект Студии Артемия Лебедева （页面存档备份，存于）